# Spacer's Toulouse Volley 2021-2022
Questa voce raccoglie le informazioni riguardanti lo Spacer's Toulouse Volley nelle competizioni ufficiali della stagione 2021-2022.

## Organigramma societario
Area direttiva
- Presidente: Jean Azema, Didier Conjeaud

Area tecnica
- Allenatore: Diógenes Zagonel

## Rosa
| N° | Nome                  | Ruolo | Data di nascita   | Nazionalità sportiva |
| -- | --------------------- | ----- | ----------------- | -------------------- |
| 1  | Ugo Quinquis          | P     | 24 maggio 2001    | Francia              |
| 2  | Paul d'Hollander      | P     | 15 luglio 2000    | Francia              |
| 3  | Nicolas Burel         | C     | 7 settembre 1991  | Francia              |
| 4  | Gijs Jorna            | S     | 30 maggio 1989    | Paesi Bassi          |
| 5  | Antoine Pothron       | S     | 5 marzo 2002      | Francia              |
| 6  | Kévin Kaba            | C     | 8 giugno 1994     | Francia              |
| 7  | Axel Boissinot        | L     | 30 marzo 2001     | Francia              |
| 8  | Joachim Panou         | S     | 27 agosto 1997    | Francia              |
| 9  | Daniel Cagliari       | O     | 8 ottobre 1998    | Brasile              |
| 10 | Luiz Sene             | C     | 11 marzo 1986     | Brasile              |
| 11 | Thiago Veloso         | P     | 5 agosto 1993     | Brasile              |
| 12 | Oskar Madsen          | S     | 17 gennaio 2000   | Danimarca            |
| 14 | Djamel Abboub         | S     | 6 aprile 2002     | Francia              |
| 17 | Titouan Assani-Vignau | O     | 2 maggio 2002     | Francia              |
| 18 | Facundo Santucci      | L     | 6 marzo 1987      | Argentina            |
| 20 | Nicholas Butler       | P     | 27 giugno 1997    | Australia            |
| -  | Sélim El Khaldouni    | S     | 17 giugno 2000    | Francia              |
| -  | Levy Combette         | C     | 4 agosto 2000     | Francia              |
| -  | Lohan Nack-Minyem     | C     | 27 aprile 2001    | Francia              |
| -  | Yohann Guibergia      | L     | 28 settembre 1996 | Francia              |